# Taranto (música)
El taranto es un palo del flamenco originario de la  provincia de Almería (Andalucía, España). Desciende de la taranta, y se distingue de ella en que se atiene ligeramente a un compás, lo que hace posible el baile, que es similar al de la zambra Mora. 

## Inicios
El taranto procede de la zona minera de Almería, y se considera que el primero en cantarlo fue Pedro el Morato, nacido hacia la década de 1830, aunque también se ha de citar a "El Cabogatero" (1810-1880), “de la provincia de Almería /que fue el primer tarantero”, y a "El Ciego de la Playa", nacido alrededor de 1840 y que, ya a edad avanzada, mendigó por la capital almeriense con su guitarra. También hay que citar a Juan Abad Díaz, "Chilares", nacido en 1868 en el barrio almeriense de Zapillo.

"Al principio se debió de cantar por libre; luego vino la guitarra a acoplarse a una serie de matices de cantes, ganando una serie de melismas, ganando en ritmo, ganando en la eliminación de esa sequedad que tienen como consecuencia de su fundamento y situación social. Pienso que era un cante desnudo por sus motivaciones sociales, de aquí que no pueda calificársele como folklórico"
Antonio Mairena

Al proceder de la zona minera de Almería, se considera el taranto dentro de los cantes de las minas (fandango, taranto y taranta).

## Desarrollo y divulgación
Las noches de cante flamenco de la capital almeriense entre el XIX y XX fueron bellamente aderezadas principalmente en tres cafés de cante: el del "Frailito", situado en la plaza de Santo Domingo, que estuvo abierto al público desde 1875, el "España", en la calle Sebastián Pérez (hoy, General Rada), y el "Lyon de Oro". Actualmente la peña flamenca "El Taranto" se encarga de mantener viva la tradición del cante de Almería.
Más tarde, la influencia de los bailaores interpretando el taranto como baile extendió su popularidad. Se considera a Carmen Amaya la madre del taranto como baile, hacia los años 40.
El primero en nombrar el taranto como cante de mineros es Emilio Lafuente Alcántara (1825 - 1868) en su Cante de Mineros de 1865, en el que recoge esta letra tan almeriense: Hermosa Virgen de Gádor / que estás al pie de la sierra,/ ruega por los mineritos / que están debajo de tierra.
Un hecho que influiría mucho en la reafirmación y en la divulgación del taranto fue que en 1904 escribiera el montillano Guillermo Nuñez de Prado (1874 - 1915) la más famosa copla tarantera que más tarde cantaría y grabaría Manuel Torre: "Ese muchacho / Son las tres de la mañana / ¿Dónde estará ese muchacho? / Si estará bebiendo vino, / Y andará por ahí borracho."

El taranto es la Capilla Sixtina del cante
Antonio Mairena, mayo de 1983.

## Relaciones del taranto con los cantes de regiones limítrofes con Almería
El taranto mantuvo relaciones y enriquecimiento recíproco con estilos provenientes de la región de Murcia, teniendo como nexo de unión la vida minera y cantaores como Chilares y El Morato, que vivieron yendo y viniendo de Almería y Cartagena, sin olvidar a Rojo El Alpargatero (Callosa del Segura, de Alicante, 1847 – 1907), que residió gran parte de sus días en Almería.
También se intercambiaron influjos con Jaén y las tierras de Linares y La Carolina, donde las gentes de las minas y los taranteros almerienses se codean con cantaores jiennenses tan importantes e influyentes como Basilio, "El Tonto Linares", Los Heredia, "El Bacalao", Luis Soriano y "El Cabrerillo", teniendo como nexo de unión el ferrocarril minero Almería-Linares.
Al oeste, las relaciones con la región malagueña denotan un importante trasiego flamenco que daría como resultado que en 1881 el casino almeriense contratase a la cantaora La Rubia, lo que probablemente explique la patente influencia del cante de El Ciego de la Playa en la malagueña de El Canario (Manuel Reyes Osuna), amante de La Rubia.
Como dato curioso a referir, podemos hablar del hecho de que Antonio Chacón, gran cantaor de finales del siglo XIX y principios del XX y persona acomodada que recorría la tierra andaluza aprendiendo los diferentes cantes de las distintas regiones, fue a Almería a aprender los cantes de la tierra, y acabó conociendo el taranto de manos de El Ciego de la Playa, personaje almeriense, mendigo y rufián de la capital. Este hecho se relata en la novela El Ciego de la Playa, de Francisco Blanes García (Entrelíneas Editores, 2008).

## Enlaces
- Taranto en YouTube. cantado por Camarón, con el toque de Ramón de Algeciras.

- Sobre el taranto en el sitio Horizonte Flamenco.

- Sobre el taranto en el sitio Esflamenco.

- Sobre el taranto en el mismo sitio.

- Datos: Q3981078